# Micheil Dżiszkariani
Micheil Dżiszkariani, gruz. მიხეილ ჯიშქარიანი, ros. Михаил Дмитриевич Джишкариани (ur. 1 listopada 1969 w Suchumi, Gruzińska SRR) – gruziński piłkarz, grający na pozycji napastnika, reprezentant Gruzji.

## Kariera piłkarska

### Kariera klubowa
W 1999 rozpoczął karierę piłkarską w Dinamo Tbilisi. Po krótkich występach w klubach Dinamo Batumi, Cchumi Suchumi i Wormatia Worms przeszedł do Dynama Kijów, z którym zdobył Mistrzostwo Ukrainy w 1994 i 1995. W 1995 podpisał kontrakt z rosyjskim klubem KAMAZ Nabierieżnyje Czełny, z którym występował w Pucharze UEFA (6 meczów, 1 gol). Potem występował w klubach Sokoł Saratów, Torpedo-ZiL Moskwa, Lokomotiwi Tbilisi i FK Krasnoznamiensk. W 2005 w wieku 36 lat zakończył karierę piłkarską w Ameri Tbilisi.

### Kariera reprezentacyjna
W latach 1992 i 1994 był powoływany do reprezentacji Gruzji.

## Sukcesy
Jest rekordzistą Mistrzostw Gruzji w ilości bramek strzelonych w jednym meczu - 7 goli.